# Ватиканска библиотека
Ватиканската апостолическа библиотека (на латински: Biblioteca Apostolica Vaticana) е сред най-старите библиотеки в света.
Официално библиотеката е основана от папа Николай V през 1448 г., но води началото си от времето на ранната християнска църква.
Разполага с някои от най-значимите колекции на исторически текстове и древни ръкописи в света. Днес в нея се съхраняват около 60 хил. ръкописа, 7 хил. инкуна́були, около 1 млн. печатни книги и повече от 100 хил. гравюри и географски карти. Сбирката на библиотеката непрекъснато се попълва и обновява.
Помещенията на библиотеката са украсени от фрески и картини на италиански майстори (вкл. Гуидо Рени). Сред тях е също настенна римска фреска от епохата на Октавиан Август (63 г. пр.н.е. - 14 г. н.е.) Читалната зала е разположена в Голямата Сикстинска зала.

## Библиотекари
Списък на заемали длъжността „библиотекар на Светата Римска църква“ от 1830 г.:
- кардинал Джузепе Албани (23 април 1830 – 3 декември 1834)
- кардинал Анджело Мей (27 юни 1853 – 9 септември 1854)
- кардинал Антонио Тости (13 януари 1860 – 20 март 1866)
- кардинал Жан-Батист-Франсоа Питра (19 януари 1869 – 12 май 1879)
- кардинал Алфонсо Капечелатро ди Кастелпагано (1899 – 11 ноември 1912)
- кардинал Франсис Ейдън Гасквет (9 май 1919 – 5 април 1929)
- кардинал Франциск Ерле (17 апреля 1929 – 31 март 1934)
- кардинал Йожен Тисеран (14 сентября 1957 – 27 март 1971)
- кардинал Антонио Саморе (25 януари 1974 – 3 февруари 1983)
- кардинал Алфонс Щиклер (8 септември 1983 – 1 юли 1988)
- кардинал Антонио Мария Хавиере Ортас (1 юли 1988 – 24 януари 1992)
- кардинал Луиджи Поджи (9 април 1992 – 7 март 1998)
- кардинал Хорхе Мария Мехия (7 март 1998 – 24 ноември 2003)
- кардинал Жан-Луи Торан (24 ноември 2003 – 25 юни 2007);
- кардинал Рафаел Фарина (25 юни 2007 – 26 юни 2012);
- архиепископ Жан-Луи Брюге (26 юни 2012 – понастоящем).